# Batiana
Batiana és un gènere monotípic d'arnes de la família Crambidae. Conté només una espècie, Batiana remotella, que es troba a Austràlia, on ha estat registrada a Nova Gal·les del Sud.